# Mohammed ben Sulayem
Mohammed Ahmed ben Sulayem  (Dubái, 12 de noviembre de 1961) es un dirigente de automovilismo y expiloto de rally emiratí. Desde 2021 es presidente de la Federación Internacional del Automóvil (FIA).
En su carrera como piloto, Ben Sulayem dominó el Campeonato de Oriente Medio de Rally durante dos décadas, obteniendo 14 títulos en la clase principal entre 1986 y 1991 con Toyota, y luego en 1994 y desde 1996 hasta 2002 con Ford. Logró más de 60 victorias en la disciplina, incluyendo 15 en el Rally de Dubái, 12 en el Rally de Jordania, nueve en el Rally de Catar, seis en el Rally de Omán y cinco en el Rally de Emiratos Árabes Unidos. Asimismo, consiguió victorias de clase en el Rally del Bósforo 1991, el Rally Cataluña 1992 y el Rally de Argentina 1993.
Ben Sulayem se ha desempeñado como dirigente de automovilismo, alcanzando los cargos de vicepresidente de la Federación Internacional del Automóvil y presidente del Automóvil y Touring Club de Emiratos Árabes Unidos. Bajo su gestión, los Emiratos Árabes Unidos ha albergado el Gran Premio de Abu Dabi de Fórmula 1 y el Abu Dhabi Desert Challenge.
En diciembre de 2021 Ben Sulayem fue nombrado presidente de la FIA, en sustitución de Jean Todt.